# Fridrihs Ukstiņš
Fridrihs Ukstiņš (ur. 15 listopada 1895 w Rydze, zm. w maju 1972) – łotewski kolarz torowy, olimpijczyk. Reprezentant klubu Marss.
Na igrzyskach w Paryżu (1924) Ukstiṇš startował w wyścigu drużynowym na dochodzenie, w którym wraz z kolegami odpadł w pierwszej rundzie eliminacyjnej po porażce z reprezentantami Polski (skład:Andrejs Apsītis, Roberts Plūme, Fridrihs Ukstiņš, Artūrs Zeiberliṇš). Cztery lata później Ukstiṇš startował w tej samej konkurencji, w której Łotysze ponownie odpadli w pierwszej rundzie (przegrali z Włochami); oprócz Ukstiņša w składzie znaleźli się: Roberts Ozols, Zenons Popovs i Ernests Mālers.